# Philippus Jacobus Hoedemaker
Philippus Jacobus Hoedemaker (Utrecht, 15 juli 1839 – Santpoort, 26 juli 1910) was een Nederlands theoloog, predikant, en hoogleraar.
Hoedemaker werd in 1839 geboren in Utrecht als zoon van boekhandelaar Johannes Hoedemaker en Evertje Beukers. Rond ongeveer 1851 vertrok het gezin naar de Verenigde Staten, Kalamazoo in Michigan, waar Hoedemaker een groot deel van zijn jeugd doorbracht. Om zijn universitaire opleiding te voltooien kwam hij terug naar Nederland waar hij op 21 juni 1867 promoveerde. In zijn dissertatie, Het probleem van de vrijheid en het theïstisch godsbegrip gaf Hoedemaker blijk van een ruime blik.
Hoedemaker werd in februari 1868 predikant in Veenendaal, vijf jaar later in februari 1873 in Rotterdam en in Amsterdam vanaf januari 1876. Inmiddels had hij zich aangesloten bij het door Abraham Kuyper geleide gereformeerde smaldeel in de hervormde kerk.

## Vrije Universiteit
Toen in 1880 de Vrije Universiteit (VU) werd opgericht werd Hoedemaker hoogleraar aan de Theologische faculteit. De Theologische faculteit was dan een van de drie eerste faculteiten van de nieuwe universiteit. Naast de Theologische faculteit kreeg de VU ook een faculteit Letteren en Rechtsgeleerdheid. De VU begon met vijf hoogleraren. Voor de faculteit Godgeleerdheid: Kuyper, F.L. Rutgers en Ph.J. Hoedemaker. Voor Letteren: F.W.J. Dilloo; en voor Rechtsgeleerdheid: D.P.D Fabius. Al gauw raakte het professoraat van Hoedemaker overschaduwd door meningsverschillen met Kuyper die aanstuurde op een breuk met de hervormde kerk. Hoedemaker wilde de volkskerk trouw blijven.

## Politiek
Kuyper zette door, met de Doleantie van 1886 tot gevolg. Hoedemaker ging er niet in mee en verliet een jaar later de Vrije Universiteit. Hij keerde terug naar de pastorie en wierp zich in woord en geschrift op als hoeder van de gereformeerde gezindte binnen de hervormde moederkerk. Ook de politiek trok hij binnen zijn gezichtsveld. Inspelend op onvrede binnen Kuypers ARP ontwierp Hoedemaker een beginselenprogramma voor een tegenpartij die uitging van één protestantse staat en maatschappij met de bijbel. ‘Heel de kerk en heel het volk,’ luidde zijn credo. Kuyper daarentegen bezag de Nederlandse staat als een neutralistisch monstrum en verdeelde de samenleving in twee kampen: gelovigen versus ongelovigen. Hoedemakers denkbeelden zouden een voorname plaats krijgen in de Friese Bond (opgericht in 1898) en de Christelijk-Historische Unie, waarin de Friese Bond in 1908 opging. Theologisch kregen ze in de jaren dertig gestalte in de beweging voor kerkherstel.
- Biografisch Portaal: 24048812
- Digitale Bibliotheek voor de Nederlandse Letteren: hoed002
- Gemeinsame Normdatei: 118948709
- International Standard Name Identifier: 0000 0001 4071 5981
- Library of Congress Control Number: no93018419
- Nationale Bibliotheek van Israël: 987007296519905171
- Nederlandse Thesaurus van Auteursnamen: 068453116
- Réseau des bibliothèques de Suisse occidentale: 02-A027308408
- Système universitaire de documentation: 244001650
- Virtual International Authority File: 183842088
- WorldCat: E39PBJjRXbgvVxJTjcDCRbH3cP